# Barbara von Krüdener
Beate Barbara Juliane Freifrau von Krüdener (rojena Freiin von Vietinghoff imenovana Scheel; 22. november 1764 – 25. december 1824), pogosto imenovana po uradnem francoskem imenu, Madame de Krüdener, baltski nemški verski mistik, avtorica in pietistična luteranska teologinja, ki je vplivala na širši evropski protestantizem, vključno s švicarsko reformirano cerkvijo in moravsko cerkvijo in katere ideje so vplivale na ruskega carja Aleksandra I.

## Družinsko ozadje
Baronica von Krüdener se je rodila v Rigi, gubernija Livonija. Njen oče, baron Otto Hermann von Vietinghoff imenovan Scheel, ki se je boril kot polkovnik v vojnah Katarine II., je bil eden od dveh svetnikov za Livonijo in človek izjemnega bogastva. Bil je človek racionalističnih nazorov in vodilni  prostozidar. Njena mati, grofica Anna Ulrika von Münnich, je bila vnukinja Burkharda Christopha von Münnicha, slavnega ruskega feldmaršala  in stroga luteranka.
Barbe-Julie de Vietinghoff, kasneje v življenju bolj znana kot Madame von Krüdener (Mme. de Krüdener), kot otrok Juliana, je bila ena od petih otrok, rojenih v premožni družini Vietinghoff.

### Oče
Njen oče, Otto Hermann von Vietinghoff-Scheel, je svoje bogastvo začel zbirati že od malih nog, saj se je kot mladenič izkazal s poslovno sposobnostjo. S svojimi visokimi ambicijami je vstopil v komercialna podjetja, ki so postala zelo uspešna. Nekateri od njegovih zakladov so vključevali veličastne posesti v Kosseju (današnja Viitina, Estonija) in Marienburgu ter njegova veličastna mestna hiša v Rigi, kjer se je rodila Barbe-Julie. Užival uradni čin kot tajni svetovalec in kot senator in bi »s ponosom vzkliknil 'Jaz sem Vietinghoff' in se obnašal z vso aroganco velikega plemiča«.

### Mati
Barbe-Julieina mati, Anna Ulrika von Münnich von Vietinghoff-Scheel, je bila tudi sama rojena v plemstvo. Njen dedek, slavni feldmaršal Burkhard Christoph von Münnich, je kljub temu, da je bil več let izgnan v Sibiriji, vodil številne uspešne pohode proti Tatarom in Turkom. Tudi Katarina II. ga je uvrstila med svoje najljubše, čeprav je bil včasih status nestanoviten. Gospa de Vietinghoff je zrcalila dedkov uspeh v lastnem gospodinjstvu, saj je kot mati petih otrok (rodila je dva sinova in tri hčere), bila izjemno predana, kljub smrti prvega sina v otroštvu in fizično prizadeti najstarejši hčerki (ki je bila tako nema kot gluha in ki jo je družina na koncu leta 1777 namestila v azil).

## Izobrazba
Njeno izobraževanje je po njenem lastnem pripovedovanju obsegalo lekcije francoskega pravopisa, vedenja in šivanja. Barbe-Julie se je že zgodaj začela učiti francoščine in nemščine. Prva ji je omogočila dostop do spisov velikih filozofov, kot so Voltaire in enciklopedisti. Omogočila ji je tudi dostop do francoske kulture, ki so jo njeni starši skupaj z drugimi plemiči poskušali posnemati in uveljavljati. Zdi se, da je pomen francoskih idealov in kulture nadomestila potrebo po verskih študijah in ker sta bila oba njena starša nemškega porekla. Kljub citatu (»še vedno ostaja nejasno, ali je bila družina Vietinghoff pravoslavne ali luteranske vere« .) je bila družina Vietinghoff zagotovo luteranske vere.

## Poroka
Čeprav je bila Barbe-Julie »še vedno nedorasla, nerazvita, tiha deklica, s precej velikim nosom in negotovo poltjo, je [imela] obetala kot bodoča lepotica s svojimi velikimi modrimi očmi in kodrastimi kostanjevimi lasmi ter v svojimi izjemno dobro- oblikovanimi rokami«. Njena potencialna lepota, skupaj s tem, da je dedinja bogastva svojih staršev, je povzročila naval poročnih predlogov. Njeni starši so poskrbeli, da se je poročila z lokalnim baronom, kljub Barbe-Juliejevim nenehnim protestom.
Ker ni videla izhoda iz svojega položaja, se je mlada baronica najprej začela pogovarjati z Bogom. Prosila ga je, naj jo reši iz te grozljive situacije. Odgovoril ji je s primerom ošpic, zaradi katerih je bila (vsaj začasno) manj privlačna, kar je postalo vsaj del baronove spodbude, da je vljudno zavrnil predlog za poroko. Kot rezultat, je Barbe-Julie začela verjeti, da ima osebno božansko povezavo z Bogom.
Ko pa je baron Burkhardt-Alexis-Constantine Krüdener, šestnajst let starejši od nje, vdovec, poiskal njeno roko, ni imela takšnih pomislekov. Bil je dobro izobražen (obiskoval je univerzo v Leipzigu) in popotnik, ki je bil, tako kot njen oče, naklonjen Katarini II. Vendar je bil baron, ugleden diplomatist, hladen in zadržan, medtem ko je bila Barbe-Julie lahkomiselna, željna užitkov in je imela nenasitno žejo po pozornosti in laskanju; in napete odnose zaradi te nezdružljivosti temperamentov je še poslabšala njena neomejena ekstravaganca, ki je mlado baronico in njenega moža nenehno zapletala v finančne težave. Sprva je šlo vse dobro. To je bilo posledica dejstva, da sta bila kljub starejšemu možu, do katerega ni imela nobenih strastnih čustev, njegov naziv in položaj v družbi takšna, da ji je lahko zagotovil vse, kar bi si želela. Hkrati ga je zaradi družbenega položaja lastne družine obdarila še z višjim družbenim statusom. Vendar je ta družbeno koristna izmenjava baronici pustila veliko želenega. Kljub temu, da je bila materialno zadovoljna, je bila romantično nezadovoljna. Njene »najzgodnejše žalosti so izhajale iz tega, da je v mladostni neizkušenosti, ko se je odločila z glavo, obenem pričakovala, da bo potešila hrepenenje enkratno romantičnega srca«. Najprej bi se pretvarjala, da je njen mož nekaj, kar ni: ljubimec. To je še posebej očitno v njenem opisu njega v svoji knjigi. »Žareči opis grofa v Valérie, predstavlja barona Krüdenerja bolj kot takšnega, kot si ga je rada predstavljala goreča domišljija njegove žene, in ne kot je bil v resnici. Resnica je, da se ni zlahka prepustil vlogi junaka romantike«. Ti pojmi, pa tudi ločitev med njenim resničnim možem in njenim izmišljenim možem, so pripomogli k nestabilnosti zakonske zveze in morebitnim ljubezenskim razmeram, ki jih je imela z drugimi.
31. januarja 1784 se jima je rodil sin, ki so ga poimenovali Pavel po velikem vojvodi Pavlu (pozneje cesarju), ki je deloval kot boter. Istega leta je baron Krüdener postal veleposlanik v Benetkah, pozneje (1786) v Münchnu, kjer je ostal do premestitve v Kopenhagen leta 1787.
Leta 1787 je rojstvo hčerke (Juliette) poslabšalo živčne motnje, za katerimi je baronica že nekaj časa trpela, in odločeno je bilo, da mora zaradi svojega zdravja oditi na jug; zato je odšla s svojo mlado hčerko in pastorko Sophie. Leta 1789 je bila v Parizu, ko so se sestali generalni stanovi; leto pozneje je v Montpellierju spoznala mladega konjeniškega stotnika Charlesa Louisa de Frégevillea in med njima je vzniknila strastna navezanost. Skupaj sta se vrnila v Kopenhagen, kjer je baronica možu povedala, da njeno srce ne more biti več njegovo. Baron je bil hladno prijazen; ni hotel slišati za ločitev in je poskušal urediti modus vivendi, čemur je olajšal odhod de Frégevillea v vojno. Vse je bilo neuporabno; Juliana ni hotela ostati v Københavnu in se je odpravila na potovanja, obiskala Rigo, Sankt Peterburg, kjer je njen oče postal berlinski senator, Leipzig in Švico. Leta 1794 je njen mož postal veleposlanik v Madridu in leta 1800 v Berlinu in tam se mu je pridružila. Toda trda dvorna družba Prusije ji je bila moteča; denarne težave so se nadaljevale; in kot vrhunec, umor carja Pavla, čigar favorit je bil baron Krüdener, je položaj veleposlanika naredil skrajno negotov. Baronica je izkoristila priložnost, da se odpravi v terme Teplitz, od koder je svojemu možu napisala, da so ji zdravniki naročili prezimovanje na jugu. Umrl je 14. junija 1802, ne da bi jo še kdaj videl. 

## Verski razvoj
Proti koncu napoleonskih vojn je bila verska misel v sozvočju s splošnim razočaranjem nad ideali francoske revolucije in s tem iskanjem alternative. Vplivala je na švicarski Réveil (preporodno gibanje znotraj švicarske reformirane cerkve zahodne Švice in nekaterih reformiranih občin) in nekaj časa so njene ideje močno vplivale na Aleksandra I. Ruskega. S svojim stikom z ruskim cesarjem sta bila ona in Henri-Louis Empaytaz, član Réveila, delno odgovorna za verske vidike Svete alianse.
Medtem je baronica uživala v intelektualni družbi Coppeta in Pariza. Zdaj je bila stara šestintrideset; njeni čari so bledeli, a njena strast do občudovanja je preživela. Preizkusila je učinek plesa šal, po imitaciji Emme, Lady Hamilton; zdaj je iskala slavo v literaturi in leta 1803 je po posvetovanju s Chateaubriandom in drugimi uglednimi pisci objavila svojo Valérie, sentimentalno romanco, katere junakinja je bila pod tanko tančico anonimnosti sama. Januarja 1804 se je vrnila v Rigo v Livoniji.
V Rigi se je zgodila njena spreobrnitev. Gospod njenega znanca, ki jo je hotel pozdraviti, je umrl pred njenimi nogami. Šok je preplavil njen ne preveč uravnotežen um; iskala je tolažbo in jo našla v službi svojega čevljarja, gorečega učenca moravskih bratov. Čeprav je »našla mir«, pa se je motnja njenih živcev nadaljevala in zdravnik jo je naročil v kopališče Wiesbaden.
V Königsbergu je imela intervju s vojvodinjo Louise in, kar je še pomembneje, z nekim Adamom Müllerjem, grobim kmetom, ki mu je Bog menda razodel preroško poslanstvo kralju Frideriku Viljemu III. Mileniarizem je bil v zraku. Napoleon je bil očitno antikrist in zadnji dnevi so bili tik pred iztekom. Pod vplivom pietističnega gibanja se je močno razširilo prepričanje, na kraljevih dvorih, v domačih župniščih, v kmečkih romanih: človek bo dvignjen s severa od sončnega vzhoda (Iza. xli. 25); Antikrist bo strmoglavljen in Kristus bo prišel kraljevati tisoč let na zemlji. Intervju je določil smer baroničinega verskega razvoja.
Sledil je krajši obisk Moravcev v Herrnhutu; nato je odšla prek Dresdna v Karlsruhe, da bi sedela ob nogah Heinricha Jung-Stillinga, pisca, ki je imel velik vpliv na dvoru v Badnu, Stockholmu in Sankt Peterburgu. Bila je poučena v mileniaristično vero in v skrivnosti nadnaravnega sveta. Potem ko je slišala, da neki župnik v Vogezih Jean Frédéric Fontaines prerokuje in dela čudeže, se je odločila, da gre k njemu. V skladu s tem je 5. junija 1801 prispela v protestantsko župnišče Sainte-Marie-aux-Mines, v spremstvu hčerke Juliette, njene pastorke Sophie in ruskega služabnika.
Tu je dve leti ostal njen sedež. Fontaines, napol šarlatan, napol prevarant, je v svoje gospodinjstvo uvedel prerokinjo po imenu Marie Gottliebin Kummer, katere vizije, ki so bile skrbno izračunane za njene lastne namene, so postale za baronico preročišče božanskih skrivnosti. Pod tem vplivom je bolj kot kdaj koli prej verjela v bližajoče se tisočletje in v svoje poslanstvo, da ga razglasi. Njen položaj, njena nepremišljena dobrodelnost in njena bujna zgovornost so močno vplivali na preproste podeželske ljudi; in ko je bilo leta 1809 sklenjeno ustanoviti kolonijo izvoljenih, da bi čakali na prihod Gospoda, so številni bedni kmetje prodali ali razdelili vse, kar so imeli, in sledili baronici in Fontaines v Württemberg, kjer je bilo naselje ustanovljeno. v Catharinenplaisirju in gradu Bonnigheim, ki ga je (1. maja) razpršila nenaklonjena vlada.
Sledila so nadaljnja potepanja: v Lichtenthal pri Badnu; v Karlsruhe in prijazno družbo pietističnih princes; v Rigo, kjer je bila prisotna na smrtni postelji svoje matere (24. januarja 1811); nato pa nazaj v Karlsruhe. Vpliv Fontainesa, s katerim je bila »duhovno poročena« (madame Fontaines je bila zadovoljna z delom Marte v gospodinjstvu, dokler so trajala sredstva baronice), je zdaj pojenjal in padla je pod vpliv Johanna Kasparja. Wegelina (1766–1833), pobožnega strasbourškega frizerja, ki jo je naučil sladkosti popolnega izničevanja volje in mistične smrti. Njeno pridiganje in njene vsesplošne dobrodelne dejavnosti so zdaj že od daleč začele privabljati radovedne množice; in njeno pojavljanje je povsod spremljala epidemija videnj in prerokb, ki je dosegla vrhunec s pojavom kometa leta 1811, zanesljivega znaka bližajočega se konca.
Leta 1812 je bila v Strassburgu, od koder je večkrat obiskala J. F. Oberlina, slavnega alzaškega župnika in filantropa v Waldersbachu v Steintalu (Ban de la Roche), in kjer je spreobrnila svojega gostitelja Adriena de Lazay-Marnesia, prefekta. Leta 1813 je bila v Ženevi, kjer je vzpostavila vero skupine mladih pietistov v upor proti oblastem kalvinistične cerkve, zlasti Henri-Louis Empaytaz, ki je bil pozneje spremljevalec njenega kronanega evangelizacijskega zmagoslavja. Septembra 1814 je bila spet v Waldbachu, kjer je bil Empaytaz pred njo; in v Strassburgu, kjer se je skupini pridružil Franz Karl von Berckheim, ki se je pozneje poročil z Juliette. Konec leta se je s hčerkama in Empeytazom vrnila v Baden, kar je bila usodna migracija.
Ruska cesarica Elizabeta je bila zdaj v Karlsruheju in ona in pietistične dame iz njenega spremstva so upali, da bo cesar Aleksander v rokah gospe de Krüdener našel mir, ki mu ga intervju z Jung-Stillingom ni uspel prinesti. Baronica je sama pisala nujna pisma Roxandre de Stourdzi, sestri romunskega tajnika carja Alexandra Stourdze, in jo prosila, naj zagotovi intervju. Zdelo se je, da rezultatov ni, toda korespondenca je utrla pot priložnosti, ki ji je bila dala čudna priložnost, da uresniči svoje ambicije.

## Združenje s carjem Aleksandrom
Spomladi 1815 je bila baronica nastanjena v Schlüchternu, enklavi Baden v Württembergu, zaposlena s prepričevanjem kmetov, naj vse prodajo in bežijo pred prihajajočo jezo. V bližini tega, v Heilbronnu, je cesar Aleksander 4. junija uredil svoj sedež. Še tisto noč ga je baronica poiskala in dobil je intervju. Carju, ki je sam razmišljal o odprti Bibliji, se je njen nenadni prihod zdel odgovor na njegove molitve; tri ure je prerokinja oznanjala svoj čudni evangelij, medtem ko je najmogočnejši mož v Evropi sedel, z obrazom zakopanim v roke, in jokal kot otrok; dokler ni nazadnje izjavil, da je »našel mir«.
Na carjevo željo mu je sledila v Heidelberg in pozneje v Pariz, kjer je bila nastanjena v hotelu Montchenu, poleg cesarskega sedeža v Elizejski palači. Zasebna vrata so povezovala ustanove in cesar se je vsak večer odpravljal na molitvene shode, ki sta jih vodila baronica in Empeytaz. Zdelo se je, da je hiliazem našel vstop v visoke svete Evrope in baronica von Krüdener je postala politična sila, s katero je bilo treba računati. Vstopnice na njena verska srečanja je iskala množica ljudi, slavnih v intelektualnem in družbenem svetu; prišli so Chateaubriand in Benjamin Constant, gospa Recamier, vojvodinja de Bourbon in gospa de Duras. Sloves o čudovitem spreobrnjenju je poleg tega pritegnil tudi druge člane hiliastične bratovščine, med njimi Fontainesa, ki je s seboj pripeljal prerokinjo Marie Kummer.
V tej verski prisilni hiši je ideja o Sveti aliansi vzklila in hitro dozorela. 26. septembra so slavno razglasitev, ki naj bi oznanila začetek nove dobe miru in dobre volje na zemlji, podpisali suvereni Rusije, Avstrije in Prusije. Avtorstvo je bilo vedno predmet spora. Sama Madame de Krüdener je trdila, da je idejo predlagala in da ji je Aleksander osnutek predložil v odobritev. To je verjetno prav, čeprav ji je car pozneje, ko se je povrnil duševno ravnotežje, očital njeno nerazsodnost pri govorjenju o zadevi. Oči so se mu res začele odpirati, preden je zapustil Pariz, in Marie Kummer je bila nenamerni vzrok. Že na prvi seansi je prerokinja, katere razodetja je baronica hvalila v ekstravagantnih izrazih, imela hudoben navdih, da je v svojem transu oznanila cesarju, da je božja volja, da obdari versko kolonijo, ki ji je pripadala! Aleksander, ta je le pripomnil, da je prej prejel preveč takšnih razodetij, da bi bil navdušen. Vpliv baronice je bil omajan, a ne uničen, in Aleksander ji je pred odhodom iz Pariza dal potni list za Rusijo. Ne bo ga več videla.
Pariz je zapustila 22. oktobra 1815 in nameravala potovati v Sankt Peterburg preko Švice. Vendar pa je car, užaljen zaradi njene nepremišljenosti in razumen zaradi posmeha, ki so mu ga prinesli njegovi odnosi z njo, pokazal le malo volje, da bi pohitel na njen prihod. Ostala je v Švici, kjer je trenutno padla pod vpliv brezvestnega pustolovca po imenu J. G. Kellner. Empeytaz, pošteni navdušenec, se je več mesecev trudil, da bi jo rešil iz krempljev tega moškega, a zaman. Kellner je predobro znal laskati baroničini neugledni nečimrnosti: avtor Svete alianse ni mogel biti nihče drug kot »ženska, oblečena v sonce« iz knjige Razodetja.
S Kellnerjem je tavala od kraja do kraja, oznanjala svoje poslanstvo, delala čudeže, prepričevala svoje spreobrnjence, naj vse prodajo in ji sledijo. Množice beračev in rapscallions vseh vrst so se zbirale, kamor koli je prišla, podprte z dobrodelnimi organizacijami, zapravljenimi iz skupnega sklada. Postala je nadloga oblastem in grožnja miru; Württemberg jo je izključil in zgledu so sledili vsi švicarski kantoni, v katere je vstopila. Končno se je maja 1818 v spremstvu Kellnerja in ostanka izvoljenih odpravila na svoje posestvo v Kosse v Livoniji (danes Viitina, Estonija).
Ker je cesar Aleksander odprl Krim nemškim in švicarskim mileniarijcem v iskanju obljubljene dežele, sta zdaj tja odšla baroničin zet Berckheim in njegova žena, da bi pomagala pri ustanovitvi novih kolonij. Novembra 1820 je baronica končno odšla v Sankt Peterburg, kjer je Berckheim ležal bolan. Bila je tam, ko je prispela novica o Ypsilantijevi invaziji na Donavske kneževine, ki je začela grško vojno za neodvisnost. Takoj je razglasila carjevo božansko poslanstvo, da prevzame orožje v imenu krščanstva. Aleksander pa je njen vpliv že zdavnaj zamenjal za Metternichov in še zdaleč ni želel, da bi bil prisiljen celo v sveto vojno. Na baronico je odgovoril z dolgim in vljudnim pismom, katerega bistvo je bilo, da mora nemudoma zapustiti Sankt Peterburg. Leta 1823 je bila smrt Kellnerja, ki ga je do zadnjega imela za svetnika, hud udarec zanjo. Njeno zdravje je bilo slabše, vendar si je dovolila prepričati princeso Galitzino, naj jo spremlja na Krim, kjer je ustanovila švicarsko kolonijo. Tu, v Karasubazarju, je umrla 25. decembra 1824.

## Ocena značaja
Charles Augustin Sainte-Beuve je o Madame de Krüdener zapisal:
Elle avait un immense besoin que le monde s'occupât d'elle ... ; l'amour propre, toujours l'amour propre ... — Sainte-Beuve (1852).
Prijaznejši epitaf, napisan po njenih lastnih besedah, izrečen po razkritju bede krimskih kolonistov, ji je končno odprl oči:
Dobro, kar sem storila, bo obdržalo; zlo, ki sem ga storila (kaj pogosto nisem zamenjala za Božji glas tisto, kar ni bilo nič drugega kot rezultat moje domišljije in mojega ponosa), bo Božje usmiljenje izbrisalo. — Barbara von Krüdener.
Clarence Ford je v viktorijanski biografiji zapisal:
gospa de Krüdener, ... ohranila določeno magnetno privlačnost vse do zadnjih let svojega življenja. K temu je dodala izjemno gracioznost gibljivosti in lahkotnost gibanja, ki je skupaj s svetlimi kodranimi lasmi, ki so ji v mehkih kolobarjih padali okoli obraza, dajala videz nenavadne mladosti. — Clarence Ford(1893).

## Dela
- Valérie, ou, Lettres de Gustave de Linar à Ernst de G…, Paris, Henrichs, 1804. available onGallica archive.
- Écrits intimes et prophétiques de Madame de Krüdener, Paris, Éditions du Centre national de la recherche scientifique, 1975. Worldcat.
- Le Camp de Vertus, ou la Grande revue de l'armée russe, Lyon, Guyot frères, 1815. Available on Gallica archive.

## Knjige o njej
- Madame de Krüdener et son temps, 1764-1824.Paris, Plon, 1961. Worldcat.
- Lady of the Holy Alliance. Ernest John Knapton: New York, Columbia University Press, 1939. Worldcat.